# Continuăm Schimbarea
Continuăm Schimbarea (bulgară Продължаваме промяната, transliterat: Prodăljavame promeanata; PP) este numele unui partid politic din Bulgaria, fondat inițial ca o coaliție electorală și este condus de Kiril Petkov și Asen Vasilev, foștii miniștrii interimari ai Economiei și Finanțelor. Este principala forță guvernamentală din Bulgaria, co-liderul alianței Kiril Petkov devenind prim-ministru după 254 de zile fără un guvern stabil. Ea a concurat în alegerile din noiembrie 2021 pentru Adunarea Națională a Bulgariei și a obținut o pluralitate a voturilor. Deoarece proiectul a fost creat prea târziu pentru a avea fi înregistrat de sine stătător, acesta a concurat în alegeri sub titulatura unuia sau mai multor partide membre, anume Volt⁠(d) și SEK, primul fiind un partid care a părăsit recent coaliția parlamentară IBG-NI. I s-a dat mandatul de a forma un guvern pe 13 decembrie 2021 și a format o coaliție cu BSP, ITN și DB.

## Istorie

Sigla partidului Continuăm Schimbarea între 2021-2023

Partidul a fost oficial anunțat pe 19 septembrie 2021, după o lună de zvonuri despre crearea sa. A fost creat pentru a fi un partid anticorupție alternativ care ar putea fi văzut ca o „forță unificatoare” între celelalte partide. Partidul acceptă să colaboreze cu partidele antisistem, dar a afirmat că este deschis să lucreze și cu BSP pentru Bulgaria. Nu a exclus colaborarea nici cu GERB-SDS⁠(d) sau cu Mișcarea pentru Drepturi și Libertăți (DPS), dar Kiril Petkov a pus DPS condiția să renunțe la a-l sprijini pe fostul deputat Delean Peevski⁠(d), și lui GERB aceea de a sprijini înlocuirea din funcție a procurorului-șef Ivan Gheșev⁠(d). Partidul nu a semnat niciun acord preelectoral cu alte partide anti-sistem, și a anunțat că orice acord de cooperare va fi semnat după alegerile din noiembrie.
La alegerile din noiembrie, partidul s-a clasat pe primul loc cu peste 25% din voturi și a negociat o coaliție cu partidele anti-establishment ITN și DB, alături de stânga BSP. Guvernul, condus de Kiril Petkov, și-a propus să elimine corupția din țară și să contracareze problemele cu care se confruntă Bulgaria, inclusiv criza energetică și pandemia COVID-19.
Pe 15 aprilie, Petkov și Vasilev au fondat un partid cu același nume, Continuăm Schimbarea.

## Ideologie și platformă
Economic, principalele obiective ale coaliției este să creeze un mediu economic și administrativ favorabil pentru întreprinderile mici și mijlocii și să atragă mari investiții strategice în domeniul înaltei tehnologii. La un nivel mai politic, ei încearcă să oprească corupția și utilizarea abuzivă a fondurilor de stat, precum și să susțină statul de drept.
Prioritatea formării guvernului este accesul la educație și asistență medicală de calitate pentru toți cetățenii bulgari, infrastructură modernă. Aceștia subliniază, de asemenea, politica socială, în special îmbunătățirea pensiilor pentru pensionari.
Pentru alegerile prezidențiale, Petkov și Vasilev și-au declarat sprijinul pentru președintele în exercițiu Rumen Radev.
Pentru alegerile parlamentare din 2021, coaliția face campanie pe o platformă vagă pentru a atrage alegători de diferite convingeri, cu accent deosebit pe corupția fostului guvern al lui Boiko Borissov. Kiril Petkov și Asen Vasilev, ambii oameni de afaceri, sunt văzuți ca pro-business și susțin ancorarea Bulgariei în Uniunea Europeană și NATO.

## Structură
Coaliția are doi lideri, Kiril Petkov și Asen Vasilev⁠(d). Este formată din 3 partide, PDS, Volt⁠(d) și SEC. Aceste partide au renunțat în favoarea coaliției la alcătuirea de liste de partid, și nu au garantate locuri în fruntea listei la alegeri.

### Compoziția coaliției electorale
| Partid                              | Abr. | Lider                        | Ideologie                                                       | Parlament | Rezultatele din noimebrie 2021        |
| ----------------------------------- | ---- | ---------------------------- | --------------------------------------------------------------- | --------- | ------------------------------------- |
| Continuăm Schimbarea                | PP   | Kiril Petkov și Asen Vasilev | Centrism Pro-europenism Anticorupție                            | 0 / 240   | 673,141 voturi (25,67%); 67 de locuri |
| Volt Bulgaria⁠(d)                    | Volt | Nastimir Ananiev             | Federalism european Pro-europenism Liberalism social Progresism | 0 / 240   | 673,141 voturi (25,67%); 67 de locuri |
| Clasa de Mijloc Europeană           | SEC  | Gheorghi Manev               | Pro-europenism                                                  | 0 / 240   | 673,141 voturi (25,67%); 67 de locuri |
| Mișcarea Politică Social Democrații | PDS  | Elena Noneva                 | Social democrație                                               | 0 / 240   | 673,141 voturi (25,67%); 67 de locuri |

## Rezultate electorale
Coaliția a concurat la alegerile parlamentare din noiembrie 2021 (ținută în același timp cu cele prezidențiale), obținând locul 1 cu 25,3% din voturi și 67 de locuri (estimat).
| Alegeri        | Voturi          | %          | Locuri   | +/– | Guvern             |
| -------------- | --------------- | ---------- | -------- | --- | ------------------ |
| Noiembrie 2021 | 666,837         | 25.31      | 67 / 240 | Nou | Guvern de coaliție |
| 2022           | 506,071         | 20,20      | 53 / 240 | ▼14 | Alegeri anticipate |
| 2023           | 619,592 (PP–DB) | 23.53 (#2) | 64 / 240 | N/A | Guvern de coaliție |